# Crossotus bifasciatus
Crossotus bifasciatus là một loài bọ cánh cứng trong họ Cerambycidae.